# Démolition d'un mur
Démolition d'un mur (en francés: Demolición de un muro) es un cortometraje mudo francés de 1896 en blanco y negro dirigido por Louis Lumière y protagonizado por su hermano Auguste Lumière junto a otros dos hombres.

## Trama
En esta película de los hermanos Lumière se muestra la demolición de una pared en terrenos de fábrica.

## Producción
El corto fue filmado por medio del Cinématographe, una cámara creada por los Hermanos Lumière, que también sirve como proyector de películas y desarrollador. Al igual que las películas de Lumière, fue hecha con un formato de 35mm con relación a aspecto de 1.33:1.

## Comentario
Se sabe que los Lumières proyectaban Démolition d'un mur tanto en normal como en reversa. Una leyenda urbana atribuyó esto a un descubrimiento involuntario en el que la tira de película se rebobinó en el proyector mientras la luz aún estaba encendida.
Como es una cortometraje muy viejo, está disponible para descargar gratis por Internet.